# Gianni Gebbia
Gianni Gebbia (* 1. März 1961 in Palermo) ist ein italienischer Sopran-, Alt- und Tenorsaxophonist und Klarinettist des Modern Creative Jazz und der neuen Improvisationsmusik.

## Leben und Wirken
Gebbia ist Autodidakt und begann seine Musikerkarriere in zahllosen sizilianischen Orchestern und bei Jam-Sessions mit gastierenden US-amerikanischen Musikern. In den 1970er und Anfang der 1980er Jahre begann er erste Experimente im Bereich der improvisierten Musik; 1980 hielt er sich für ein Jahr in New York auf und arbeitete mit Musikern der Loft-Szene. Ende der 1980er Jahre nahm er erste Alben unter eigenem Namen für die Label Soundevent und Spasc(h) auf; 1990 wirkte er beim Berliner Total Music Meeting mit und spielte u. a. mit Musikern wie Steve Lacy und Lindsay Cooper. Von 1989 bis 1992 arbeitete er mit seiner Formation Gianni Gebbia Group bzw. dem Gianni Gebbia Trio, zu dem Lelio Giannetto und Vittorio Villa gehörten. Auch kooperierte er mit Pino Minafra, Ernst Reijseger und Massimo Simonini. 1991 kam es zur Zusammenarbeit mit dem Schlagzeuger Günter „Baby“ Sommer und dem Bassisten Peter Kowald, mit denen er 1992 für Spasc(h) das Album Cappuccini Klang einspielte. 1996/97 trat er in Japan, den Vereinigten Staaten und in Kanada auf. 2001 entstand für Intakt Records das Album Pronto des Trios aus Xavier Garcia, Gianni Gebbia und Nils Wogram. 2003 arbeitete er mit seinem Trionacria mit dem Bassisten Vincenzo Vasi und dem Schlagzeuger Francesco Cusa, 2008 mit Yuko Oshima und Marcos Fernandes.
Außerdem arbeitete Gebbia mit zahlreichen Tanztheatergruppen (unter anderem Masaki Iwana, Tadashi Endo, Antonio Carallo, Julie Stanzak, Yves Musard), Dichtern (Alberto Masala), Videokünstlern (Salvo Cuccia), Fim- und Theater-Regisseuren wie Raúl Ruiz, Roberto Andò und Jérôme Savary.
Gebbia arbeitete im Laufe seiner Karriere mit zahlreichen Musikern der internationalen Jazz- und Avantgardemusikszene zusammen, wie mit Benoît Delbecq, Xavier Garcia, Giorgio Occhipinti, Heiner Goebbels, David Moss, Yoshihide Otomo, Fred Frith, Anatoli Wapirow, Wladimir Tarassow, Jean-Marc Montera, Tiziano Popoli, Dominique Regef, Louis Sclavis, Jim O’Rourke, Glen Velez, Noël Akchoté, Antonello Salis, Sergei Kurjochin, Han Bennink und Elliott Sharp.
1997 und 1998 war er künstlerischer Leiter des Festivals Palermo di Scena und des Festival Curva Minore. Gianni Gebbia betätigte sich zudem als Autor für italienische und internationals Musikzeitschriften wie Musica Jazz, Improjazz, Jazz Hot, Jazz Magazine, Jazz Podium und schrieb für The New York Times und Il Manifesto. Gianni Gebbia gab Seminare am kalifornischen Sonoma State College und am Mills College in Oakland.

## Diskographische Hinweise
- Gianni Gebbia (Soundevent, 1987)
- Gianni Gebbia, Damon Smith, Lelio Giannetto, Gino Robair, Tom Nunn, Garth Powell A Night in Palermo (1988, ed. 2020)
- Outland (Splasc(h), 1990)
- Pan Eros (MP, 1993) mit Glen Velez
- Cappuccini Klang (Splasc(h), 1993) mit Peter Kowald, Günter „Baby“ Sommer
- The Kaos Legend (Leo Records, 1995) mit dem Giorgio Occhipinti Ensemble
- Body Limits – solo for alto saxophone (Splasc(h), 1996)
- Xavier Garcia / Gianni Gebbia / Nils Wogram Pronto! (Intakt Records, 2002)
- Gianni Gebbia, Lukas Ligeti, Massimo Pupillo The Williamsburg Sonatas (2005)
- Gianni Gebbia – Damon Smith – Weasel Walter Lichens (ugEXPLODE, 2007)
- L'Edera, il Colle, e la Nebbia (Setola di Maiale, 2009) mit Stefano Giust, Xabier Iriondo
- Prospero (objet-a 2014)
- Gianni Gebbia, Garth Powell, Damon Smith: People in Motion (2016)
- Willi Bopp / Camille Émaille / Gianni Gebbia / Heiner Goebbels / Cécile Lartigau / Nicolas Perrin: The Mayfield (Intakt, 2024)